# Podoce de Biddulph
Podoces biddulphi
Espèce
Statut de conservation UICN

 NT  : Quasi menacé
Le Podoce de Biddulph (Podoces biddulphi) est une espèce de passereaux de la famille des Corvidae.
Son nom est attribué à l'officier et explorateur britannique John Biddulph (1864–1921).
Il se répand à travers le nord-ouest de la Chine.